# Laken Riley-törvény
A Laken Riley-törvény (angolul: Laken Riley Act) törvény az Amerikai Egyesült Államokban, amely előírja olyan illegális bevándorlók óvadék nélküli őrizetbe vételét, akik beismerik, hogy vádat emeltek ellenük, vagy elítélték őket, mert lopással kapcsolatos bűncselekményeket, rendőr elleni erőszakot vagy halált vagy súlyos testi sérülést okozó bűncselekményt követtek el, mint például ittas vezetés. A törvény lehetővé teszi az államok számára, hogy bepereljék a Belbiztonsági Minisztériumot a bevándorlási végrehajtás állítólagos hiányosságai miatt.
A törvényjavaslatot Laken Riley meggyilkolását követően nyújtották be, akit egy illegális bevándorló ölt meg, akit korábban lopásért ítéltek el a Georgiai Egyetem kampuszán, Athensben, Georgiában. 2025. január 22-én a Képviselőház 263–156 arányban elfogadta a törvényjavaslat Szenátus általi változatát. Donald Trump elnök 2025. január 29-én írta alá a törvényjavaslatot.
A javaslatot kritizálók szerint megadja a lehetőséget a szövetségi kormánynak, hogy deportáljanak olyan embereket, akiket nem ítéltek el bűncselekményekért.

## Háttér
2024. február 22-én Laken Rileyt meggyilkolta José Antonio Ibarra, egy venezuelai férfi, aki 2022 szeptemberben lépett be illegálisan az Egyesült Államokba, átlépve az Egyesült Államok mexikói déli határát El Paso, Texas közelében. A gyilkosság előtt Ibarrát New Yorkban azzal vádolták, hogy „sérülést okozott egy 17 év alatti gyermeknek és gépjármű-forgalmi engedélyt sértett,” és lopás vádjával tartóztatták le a Athens, Georgiában.
A gyilkosság politikusok és média figyelmét is felkeltette, mivel Ibarra illegálisan lépett be az Egyesült Államokba, és ott is maradhatott, hogy folytathassa bevándorlási ügyét. A Bevándorlási és Vámügyi Hivatal közölte, hogy őrizetbe vették Ibarrát, miután New Yorkban letartóztatták. A helyi tisztviselők azonban szabadon engedték, mielőtt őrizetbe vehették volna.

## Rendelkezések
A törvény előírja, hogy a Belbiztonsági Minisztérium a Bevándorlási és Vámügyi Hivatalon keresztül bizonyos illegális bevándorlókat óvadék nélkül őrizetbe vegyen a bevándorlási eljárásuk során.
Korábban az 1996-os illegális bevándorlási reformról és a bevándorlók felelősségéről szóló törvény előírta, hogy azokat az illegális külföldieket, akik bizonyos bűncselekményeket (pl. súlyos bűncselekmények, kábítószer- és lőfegyver-visszaélések, vagy emberkereskedelem) követtek el, óvadék nélkül kell őrizetbe venni, amíg a bevándorlási eljárásuk folyamatban van.
A törvény kiterjeszti ezt a követelményt minden illegális belépőre, akit „olyan bűncselekményekkel vádolnak, letartóztatnak, elítélnek, vagy beismerik bűnösségüket, a betörés, lopás, tolvajlás, bolti lopás vagy rendvédelmi tisztviselő elleni támadás, illetve bármely olyan bűncselekmény lényeges elemeit alkotják, amely más személy halálát vagy súlyos testi sértését okozza.”
A törvény lehetővé teszi az államok számára, hogy jogi lépéseket tegyenek a szövetségi kormány ellen, ha úgy ítélik meg, hogy az „megsérti a törvényben foglalt fogvatartásra és kitoloncolásra vonatkozó követelményeket.”

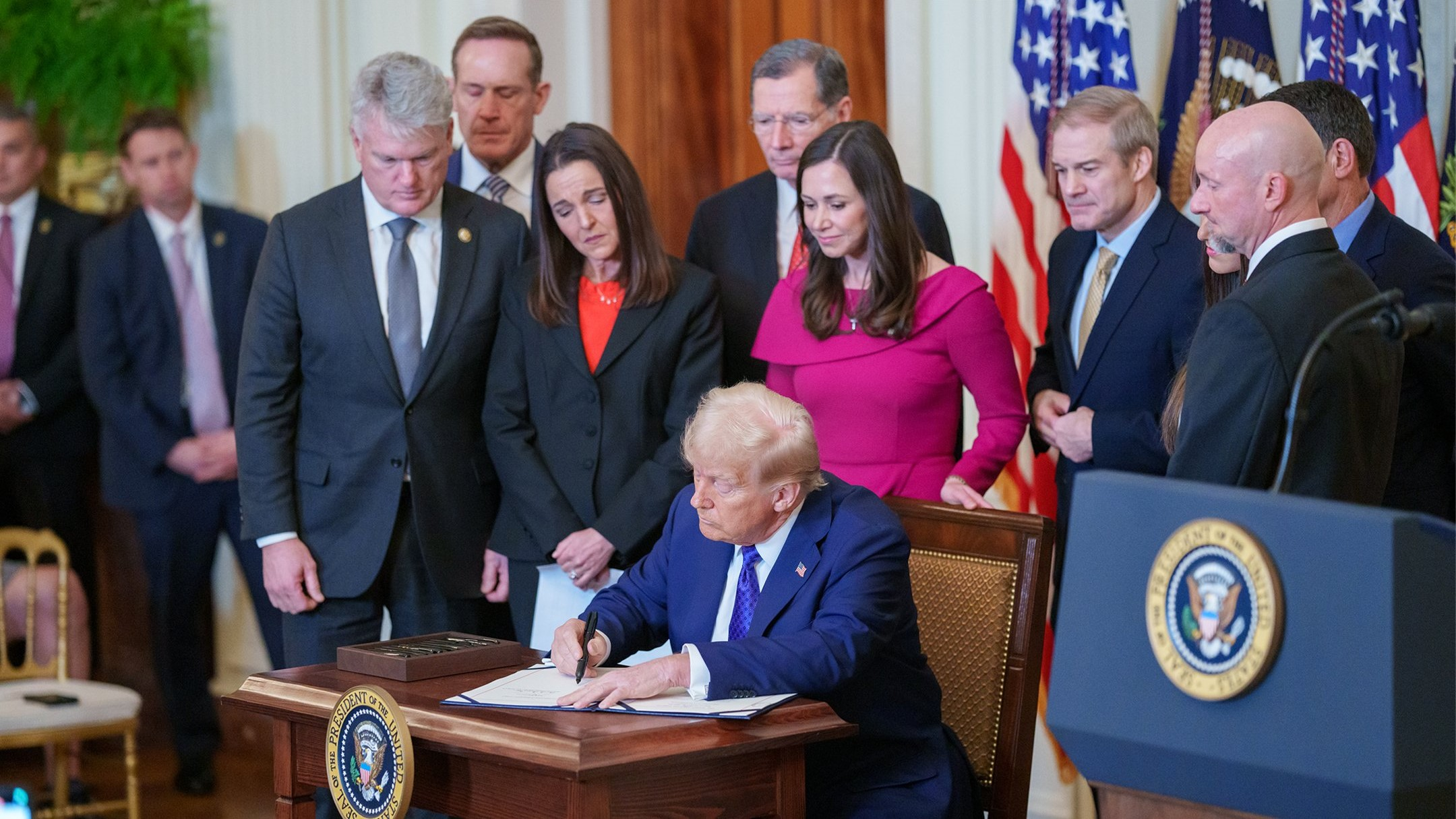
Donald Trump elnök, miközben aláírja a törvényjavaslatot a Fehér Házban, 2025. január 29-én

A Szenátus által január 20-án elfogadott módosított változat tartalmazza a Cornyn-módosítást, amely előírja azon illegális bevándorlók őrizetbe vételét, akiket rendvédelmi tisztviselő elleni bántalmazással vádolnak vagy elítélnek, valamint az Ernst-módosítást (becenevén „Sarah törvénye”), amely magában foglalja azon illegális bevándorlók őrizetbe vételét, akiket halált vagy súlyos testi sérülést okozó bűncselekménnyel, például ittas vezetésből eredő emberöléssel vádolnak vagy elítélnek.

## Törvényhozási történelem
| Kongresszus      | Rövid cím           | Törvényjavaslat számok | Benyújtva        | Szponzorok          | Társszponzorok száma | Legfrissebb állapot |
| ---------------- | ------------------- | ---------------------- | ---------------- | ------------------- | -------------------- | ------------------- |
| 118. kongresszus | Laken Riley-törvény | H.R. 7511              | 2024. március 1. | Mike Collins (R–GA) | 78                   | Elfogadta a ház     |
| 119. kongresszus | Laken Riley-törvény | H.R. 29                | 2025. január 3.  | Mike Collins (R–GA) | 54                   | Elfogadta a ház     |
| 119. kongresszus | Laken Riley-törvény | S. 5                   | 2025. január 6.  | Katie Britt (R–AL)  | 53                   | Törvénybe iktatták  |

A törvényjavaslatot eredetileg a 118. kongresszus Képviselőházában terjesztették elő, és Laken Riley tiszteletére nevezték el. A Képviselőház 2024. március 7-én fogadta el 251–170 arányban, 37 demokrata és minden republikánus képviselő szavazott a törvényjavaslat mellett. A javaslat a 118. kongresszus akkoriban demokrata többségű Szenátusában a párt ellenkezése miatt szinte azonnal elakadt. A törvényjavaslatot H.R. 29 néven, a Szenátusban pedig S. 5 néven terjesztették újra elő (a két törvényjavaslat szövege és címe megegyezett). A H.R. 29-t 2025. január 7-én 264–159 arányban fogadták el a Képviselőházban. Ez volt az első törvényjavaslat, amelyet a 119. kongresszus elfogadott. Minden republikánus és 48 demokrata szavazott mellette. Hét demokrata, aki a 118. Kongresszusban a törvényjavaslat ellen szavazott, a 119. kongresszusban támogatta.
Január 8-án John Thune, a Szenátus többségi vezetője indítványozta a Laken Riley-törvény megvitatásának megkezdését. Másnap a Szenátus 84–9 arányban megszavazta az indítványvita berekesztését, majd január 13-án 82–10 arányban jóváhagyta. Január 17-én, egy hosszú, több napon át tartó vita után a Szenátus 61–35 arányban zárta le a vitát törvényjavaslatról, 10 demokrata és az összes jelenlévő republikánus szavazatával.
A Szenátus január 20-án 64–35 arányban elfogadta a módosított törvényjavaslatot, tizenkét demokrata szenátor csatlakozott az összes republikánushoz. A Szenátus két módosítást fűzött a változatához, amelyek közül az egyik magában foglalja azon illegális bevándorlók őrizetbe vételét, akiket rendőrtiszt elleni bántalmazással vádolnak vagy elítélnek, a másik pedig az olyan illegális bevándorlók őrizetbe vételét írja elő, akiket halált vagy súlyos testi sértést okozó bűncselekménnyel, például ittas vezetéssel vádolnak vagy elítélnek. A Képviselőház január 22-én jóváhagyta a szenátusi változatot, 46 demokrata képviselő csatlakozott az összes republikánushoz. Trump 2025. január 29-én írta alá a törvényjavaslatot.

## Fordítás
- Ez a szócikk részben vagy egészben  a   Laken Riley Act című angol Wikipédia-szócikk ezen változatának fordításán alapul.  Az eredeti cikk szerkesztőit annak laptörténete sorolja fel. Ez a jelzés csupán a megfogalmazás eredetét és a szerzői jogokat jelzi, nem szolgál a cikkben szereplő információk forrásmegjelöléseként.